# Stephen George Ritchie

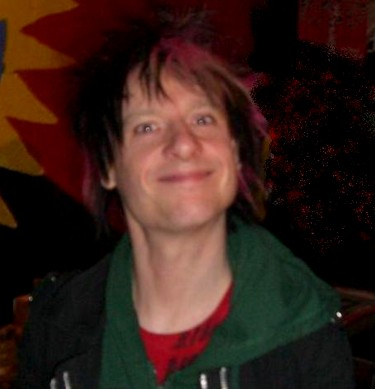
Vom Ritchie

Stephen George Ritchie, mer känd som Vom, född 6 augusti 1964 i Billericay i Essex i England, är sedan 1999 trummis i det tyska punkbandet Die Toten Hosen. Han ersatte Wölli (Wolfgang Rohde) som steg ur bandet av hälsoskäl. Vom är också med i punkbandet Spittin' Vicars.